# Anthaxiini
Tribu
Synonymes
- Anthaxidae Gory & Laporte de Castelnau, 1839
- Anthaxiina Gory & Laporte de Castelnau, 1839

Les Anthaxiini sont une tribu de coléoptères de la famille des Buprestidae et de la sous-famille des Buprestinae.

## Genres
Afagrilaxia - Agrilaxia - Anilaroides - Anthaxia - Anthaxita - Bilyaxia - Brachanthaxia - Brachelytrium - Brasilaxia - Chalcogenia - Charlesina - Cobosina - Marikia - Paracuris - Sanchezia - Tetragonoschema